# Scytodes insperata
Scytodes insperata là một loài nhện trong họ Scytodidae.
Loài này thuộc chi Scytodes. Scytodes insperata được Ilka Maria Fernandes Soares & Hélio Ferraz de Almeida Camargo miêu tả năm 1948.